# Rio Alenquer
O rio Alenquer é um curso de água português que nasce na serra Alta, passa por Alenquer e desagua na margem direita do rio Tejo perto de Vila Nova da Rainha pouco após confluir com o rio da Ota.

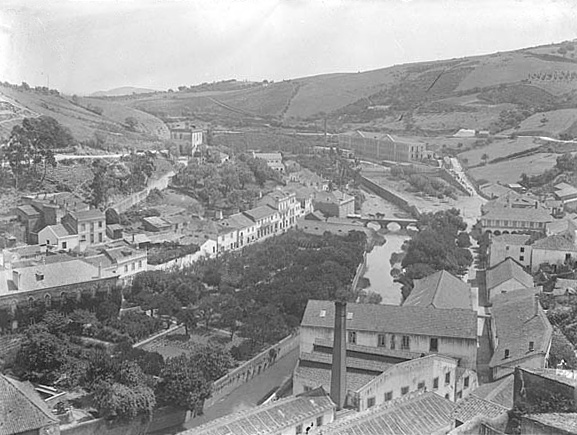
Banhando a localidade epónima, em inícios do século XX.

Na sua margem direita localiza-se a vila de Alenquer.

## Afluentes
- Rio da Ota
- Ribeira do Caldeira
- Ribeira das Ceroulas
- Ribeiro da Ossa
- Ribeira de Pancas